# Gasthäuser Schleusenplatz 2 und 3

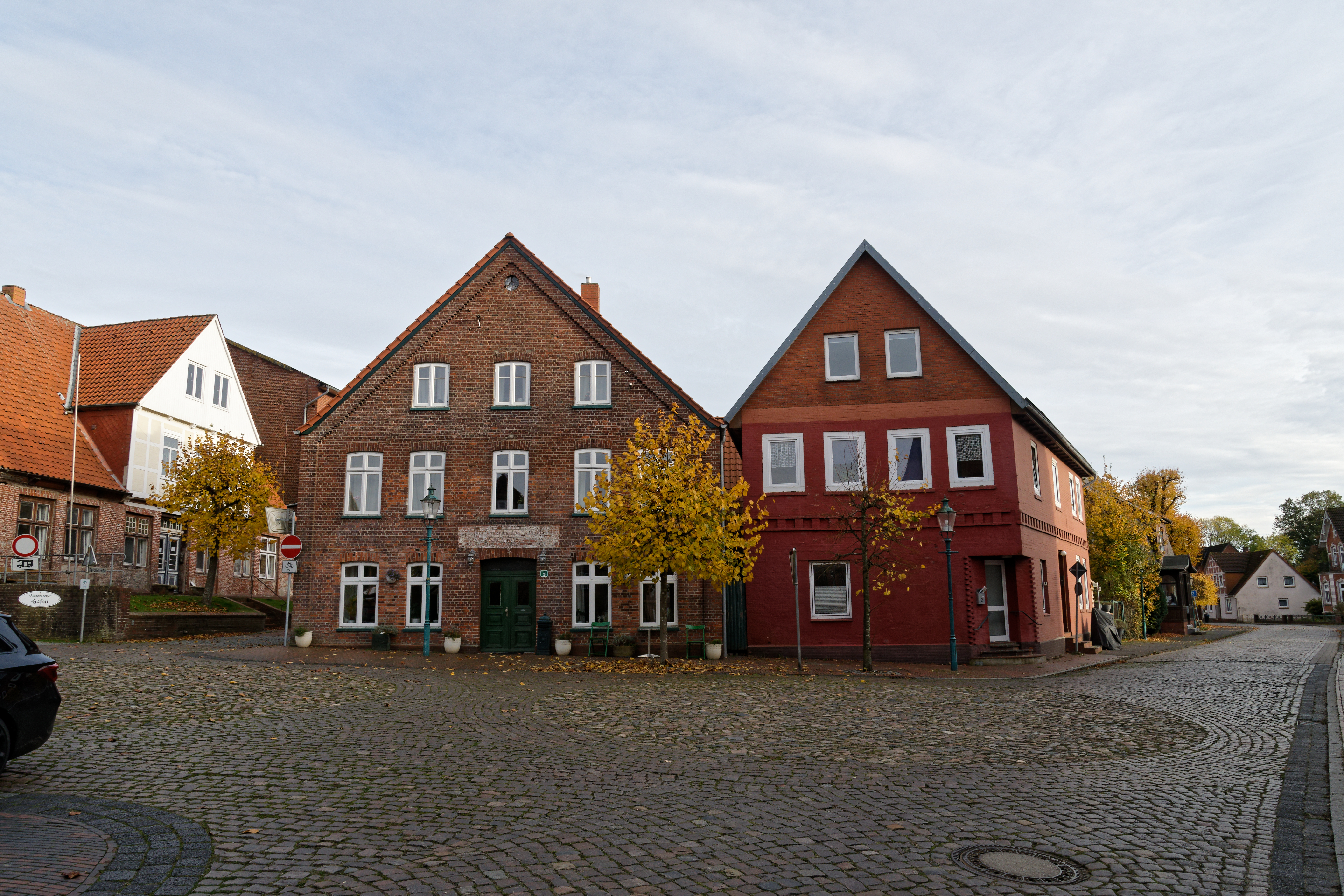
Gasthäuser Schleusenplatz 2 und 3

Die ehemaligen Gasthäuser Schleusenplatz 2 und 3 in der niedersächsischen Samtgemeinde Land Hadeln, Gemeinde Neuhaus, im Landkreis Cuxhaven, stammen aus der zweiten Hälfte des 19. Jahrhunderts. Aktuell (2024) werde sie als Wohnhäuser genutzt.
Die Gebäude stehen unter Denkmalschutz (siehe auch Liste der Baudenkmale in Neuhaus (Oste)).

## Geschichte und Beschreibung
Die Besiedelung des Ortes fand um 1000 nach Christus auf den Wurten rund um die Aue, Oste und Elbe statt. In der Nähe zum Hafen an der Oste ist der Siedlungskern des Ortes. Neuhaus war ein bedeutender Umschlagplatz für Ausfuhren von Getreide, Torf und Ziegelsteinen u. a. nach England, Holland, Skandinavien und nach Übersee. An der Zollstation mussten alle Schiffe, die Zoll zu zahlen hatten, den Hafen anlaufen.
Die zweigeschossigen giebel- und traufständigen Gebäude (Nr. 2 als Eckhaus) in Backstein mit ziegelgedeckten Satteldächern stammen von um 1850 bis 1900. Die einfachen geputzten Fassaden ziert lediglich ein geschossteilendes Zwischengesims. Mit dem Rückgang der Hafenwirtschaft verloren auch die Gaststätten ihre Bedeutung und wurden zu Wohnhäusern umgebaut.
Das Landesdenkmalamt befand u. a.: „… geschichtliche und städtebauliche Bedeutung …“
Am trapezförmigen Schleusenplatz stehen weitere denkmalgeschützte Gebäude: Apotheke Deichstraße 1, Zollamt (Nr. 4) und weitere Wohnhäuser (Nr. 1, Nr. 5 + Nr. 6).